# ジュリアン・エステバン
ジュリアン・エステバン（Julián Esteban 、1986年9月16日 - ）は、スイス・ジュネーヴ出身の元サッカー選手。現役時代のポジションはフォワード。スペインにルーツを持つ。

## 経歴

### クラブ
2006-07シーズン、2部に所属する地元のセルヴェットFCでデビューし、シーズン序盤だけで17試合14得点というハイペースで得点を量産する。アーセナルFCやアヤックスなど多くのビッグクラブから注目される中、希望のスペイン方面ではなくスタッド・レンヌに移籍した。入れ替わるように移籍したアレクサンダー・フライに次ぎ、レンヌでプレーする4番目のスイス人選手になった。2007年3月3日にAJオセール戦でリーグ・アンデビューを果たすも、度重なる怪我でなかなか出場機会に恵まれない。2009年夏に買い取りオプションなしのレンタルで古巣のセルヴェットFCに復帰した。2007年7月31日、セルヴェットFCに完全移籍した。2013年1月8日、度重なる怪我の影響により26歳の若さで現役を引退することを発表した。

### 代表
スイスU-21代表で11試合6ゴールするも最終戦となったU-21スペイン代表とのプレイオフには招集されなかった。

## 所属クラブ
- セルヴェットFC 2006
- スタッド・レンヌ 2007-2010

 セルヴェットFC 2009-2010 (Loan)
- セルヴェットFC 2010-2013